# Чилачава, Шалва Ильич
Шалва Ильич Чилачава (1911— 1988) — майор Советской Армии, участник Великой Отечественной войны, Герой Советского Союза (1944).

## Биография
Шалва Чилачава родился 29 мая 1911 года в посёлке Зугдиди (ныне — город в Грузии). После окончания педтехникума работал учителем, затем стал секретарём партбюро чайного совхоза. В феврале 1942 года Чилачава был призван на службу в Рабоче-крестьянскую Красную Армию. С октября того же года — на фронтах Великой Отечественной войны. В 1943 году Чилачава окончил курсы усовершенствования командного состава.
К июню 1944 года капитан Шалва Чилачава командовал ротой 371-го стрелкового полка 130-й стрелковой дивизии 28-й армии 1-го Белорусского фронта. Отличился во время освобождения Гомельской области Белорусской ССР. 23 июня 1944 года рота Чилачавы, пройдя по болотам, атаковала противника в районе деревни Рог Октябрьского района и прорвала его оборону. В ходе дальнейшего наступления она успешно форсировала реку Птичь и захватила плацдарм на её берегу, после чего держалась до переправы основных сил.
Указом Президиума Верховного Совета СССР от 23 августа 1944 года капитан Шалва Чилачава был удостоен высокого звания Героя Советского Союза с вручением ордена Ленина и медали «Золотая Звезда».
В 1946 году в звании майора Чилачава был уволен в запас. Проживал в Зугдиди, руководил Зугдидской чайной фабрикой. Активно занимался общественной деятельностью, избирался депутатом Верховного Совета Грузинской ССР 2-го, 3-го, 4-го и 6-го созывов.
Был также награждён орденами Александра Невского и Отечественной войны 1-й степени, рядом медалей.